# Apodroma
Apodroma is een geslacht van vlinders van de familie spanners (Geometridae), uit de onderfamilie Larentiinae.

## Soorten
- A. quadrisectaria Mabille, 1885
- A. subcoerulea Warren, 1901